# Адор, Гюстав
Гюстав Адор (фр. Gustave Ador; 23 декабря 1845 года, Колоньи, кантон Женева, Швейцария — 31 марта 1928 года, Женева, Швейцария) — швейцарский государственный деятель, президент Швейцарии (1919).

## Образование и семья
Родился в семье директора коммерческого банка. Изучал филологию и юриспруденцию в университетах Рейхштадта и Женевы. В 1868 году получил степень лиценциата. Он был женат на дочери банкира Элис Пердонне (ум.1908) и у них родились пять дочерей и один сын.

## Политическая деятельность
В 1874 году был избран в Большой совет кантона Женева в качестве либерально-консервативного правого кандидата (в будущем от Либеральной партии Швейцарии). Сохранил своё место до 1915 года. Одновременно также несколько раз как начальник департамента финансов входил в состав членом Государственного совета Женевы (кантонального правительства).
С 1878 по 1880 год являлся членом Национального совета, а с 1889 по 1917 год — членом Совета кантонов (сенат Швейцарии). Несколько раз он участвовал в федеральных выборах, но так как принадлежал меньшинству в парламенте Швейцарии, не был избран. Только в 1917 году в первом туре голосования он получил подавляющее большинство голосов и был избран в Федеральный совет на место ушедшего в отставку Артура Хоффмана, главным образом потому, что он не участвовал в большой политике и ему было уже 72 года. За два с половиной года пребывания в должности, он возглавлял политический департамент и министерство внутренних дел.
Провёл целый ряд дипломатических мероприятий. В период пребывания в должности президента, он дважды ездил в Париж в 1919 году для участия в мирной конференции с лидерами союзников. Благодаря его участию штаб-квартира Лиги Наций была размещена в Женеве. При вступлении Швейцарии в Лигу Наций, добился признания особого статуса нейтралитета Швейцарии.
Был единственным политиком Либеральной партии избранным в Федеральный совет.
- 3 июня 1901 — 2 апреля 1902 гг. — президент Национального совета Швейцарии.
- 26 июня 1917 — 31 декабря 1919 гг.— член Федерального совета Швейцарии.
- 2 июля — 31 декабря 1917 г. — начальник политического департамента.
- 1 января 1918 — 31 декабря 1919 гг. — начальник департамента (министр) внутренних дел.
- 1 января — 31 декабря 1919 г.— президент Швейцарии.

## Международный комитет Красного Креста
В начале 1870 года был избран кооптированным членом Международного комитета Красного Креста. В 1910 году он стал третьим президентом в истории Комитета. Эту должность он занимал до своей смерти в 1928 году. Таким образом, в общей сложности являлся членом Международного комитета Красного Креста на протяжении 58 лет, в том числе 18 лет в качестве его президента. Во время своего пребывания в должности, в период Первой мировой войны, МККК столкнулся с серьёзными проблемами. Благодаря его инициативе 15 октября 1914 года, сразу после начала войны, был создан Международный центр по вопросам военнопленных. Деятельность МККК в этот период привела к значительному повышению репутации Комитета и его полномочия распространились на всё международное сообщество. В 1917 году МККК получил единственную Нобелевскую премию мира за годы войны с 1914 по 1918 год.